# نادية بدوي
نادية بدوي (بالإنجليزية: Nadia Badawi)‏ هي باحثة طبية مصرية أسترالية وخبيرة في الاعتلال الدماغي والشلل الدماغي عند حديثي الولادة. تعمل رئيسة لوحدة الشلل الدماغي بجامعة سيدني.

## حياتها
نشأت نادية بدوي في مصر، وفيها تلقت تدريبها الطبي في طب الأطفال وحديثي الولادة، قبل أن تنتقل إلى العاصمة الأيرلندية دبلن، ومنها إلى أستراليا سنة 1992، حيث علمت مع فيونا ستانلي في معهد تليثون لأبحاث صحة الطفل في برث.
التحقت نادية بدوي بالدراسات العليا في جامعة أستراليا الغربية تحت إشراف ستانلي، حيث عملت في مشروع بحثي أنجزت به رسالتها للدكتوراه سنة 1998، وقد نال هذا البحث تقديرًا عالميًا، ووصفته الكلية الأمريكية لأطباء التوليد وأمراض النساء والأكاديمية الأمريكية لطب الأطفال بأنه «أفضل الأدلة العلمية المتاحة» في الاعتلال الدماغي عند حديثي الولادة.
في سنة 1997، انتقلت بدوي إلى سيدني، حيث تبوأت منصب رئيس مركز غريس لرعاية حديثي الولادة بمستشفى ألكسندرا الملكي للأطفال.
وفي سنة 2009، اختارت منظمة «سيريبرال بولسي آليانس» (بالإنجليزية: Cerebral Palsy Alliance)‏ بدوي لتكون أول أستاذ لكرسي الشلل الدماغي بجامعة نوتردام أستراليا، وذلك لتشرف على المشاريع البحثية التي تمولها مؤسسة الأبحاث التابعة للمنظمة. وفي سنة 2015، نُقل هذا المنصب إلى مدرسة طب سيدني بجامعة سيدني.
شاركت بدوي في في سنة 2015 في تأسيس مؤسسة أبحاث الشلل الدماغي الدولية.

## التكريم
- حصلت نادية بدوي سنة 2014 على وسام أستراليا تقديرًا لإسهاماتها البحثية والسريرية في طب الرعاية الفائقة للأطفال وحديثي الولادة.[5]